# 笛竹節蟲科
笛竹節蟲科為竹節蟲目真䗛亞目脛平下目底下的科，也可作笛䗛科，目前底下包含了166個屬。
自2018年起Necrosciinae亞科和Lonchodinae亞科從本科分出，另整併成長角竹節蟲科。

## 分類
此科目前可分為三亞科：
- Diapheromerinae 笛竹節蟲亞科
- Pachymorphinae 短角棒竹節蟲亞科
- Palophinae 樁冠䗛亞科